# 로버트 파머 (작가)
로버트 프랭클린 파머 주니어(Robert Franklin Palmer Jr., 1945년 6월 19일 ~ 1997년 11월 20일)는 미국의 작가, 음악학자, 클라리넷 연주자, 색소폰 연주자이자 블루스 프로듀서이다. 음악 분야에 대한 글로 잘 알려져 있으며, 뉴욕 타임스와 롤링 스톤에서 음악 저널리스트로 활동했다. 1960년대 재즈 밴드 인세스트 트러스트에서 클라리넷 연주자로 활동했다.

## 생애

### 초기
로버트 프랭클린 파머 주니어는 아칸소주 리틀록에서 교사 로버트 파머 시니어의 아들로 태어났다. 1960년대 학생 비폭력 조정 위원회의 시민권 및 평화 운동가로 활동했던 파머는 1964년 아칸소 대학교 리틀록을 졸업했다. 얼마 지나지 않아 파머는 동료 음악가인 낸시 제프리스, 빌 바스, 루크 파우스트와 사이키델릭 음악을 주로하고 재즈, 포크, 블루스와 로큰롤 등의 요소를 섞은 밴드 인세스트 트러스트를 결성하였다. 밴드는 1968년 캐피틀 레코드에서 첫 번째 셀프 타이틀 음반을 녹음했다. 파머는 생애 동안 그가 살았던 지역의 밴드에서 클라리넷과 색소폰을 계속 연주했다.

### 후기
1970년대 초 파머는 롤링 스톤의 객원 편집자가 되었고, 영화 잡지의 저널리스트로 활동했다. 1976년부터 1988년까지 뉴욕 타임스에서 수석 팝 음악 평론가로 일했다. 내셔널 퍼블릭 라디오에 따르면 파머는 뉴욕 타임스의 "첫 전업 록 작가"라고 언급했다.
1985년 파머의 동료인 키스 리처즈와 로니 우드에 의해 아티스츠 유나이티드 어게인스트 아프르트헤이트(Artists United Against Apartheid)의 음반 《Sun City》에서 U2의 보노가 부른 〈Silver and Gold〉에서 클라리넷을 연주했다.
파머는 미시시피 주립 대학교를 포함한 여러 대학에서 민족음악학과 미국 음악을 가르치기 시작했다. 1990년대 초반에는 R. L. 번사이드와 주니어 킴브로와 같은 팻 포섬 레코드의 음악가를 위한 블루스 음반을 제작하기 시작했다.

### 죽음
1988년부터 1992년까지 멤피스 근교에 거주한 파머는 리틀록 근처의 시골 저택에서 약 6개월을 보낸 후 1993년 초 루이지애나주 뉴올리언스로 이주하여 사망할 때까지 살았다. 파머는 간질환으로 1997년 11월 20일 뉴욕주 발할라에 위치한 웨스트체스터군 의료 센터에서 사망했다.